# Ceratagallia harrisi
Ceratagallia harrisi är en insektsart som beskrevs av Hamilton 1998. Ceratagallia harrisi ingår i släktet Ceratagallia och familjen dvärgstritar. Inga underarter finns listade i Catalogue of Life.